# ミノスケオフィスコブクロ
ミノスケオフィスコブクロは日本の芸能事務所。フォークデュオ『コブクロ』のために作られた事務所であり、コブクロが唯一の所属タレントである。

## 概要
- 会長は坂田 美之助（1954年（昭和29年）5月6日生まれ）。1998年12月、忘年会帰りの社長が路上ライブを行っているコブクロに声をかけたのがきっかけで彼らの才能に惚れ込み、翌年事務所を作ったのが始まりである。
- 本来は芸能事務所ではなく、ゲームソフトなどを販売している店『ミノスケ』であった。2000年代まで大阪府南部～和歌山にかけて数店舗存在した。
- 事務所が和歌山県内にあることから、コブクロの2人は和歌山県を『第二の故郷』と呼んでいる。和歌山県は彼らがデビュー前から多くのライブを行ってきた地でもあり、毎年開催される恒例のライブ（ファンフェスタ）は和歌山市内で行われる。
- 研音と業務提携を行っている縁で、研音所属の俳優・女優の出演のドラマの主題歌を担当することが多い。
- 2008年は結成10周年記念として、ファンフェスタはこれまでの和歌山ビッグホエールから、紀三井寺運動公園陸上競技場に場所を移して行われた。来場者数はファンフェスタ過去最高の2万5千人。また同年の『KOBUKURO LIVE TOUR '08 "5296"』では、全国ツアーでは初めて和歌山ビッグホエールで開催された。
- 2012年には坂田の出身校である和歌山県立向陽高等学校、雑賀崎漁港、和歌山東公園にてコブクロの22枚目のシングル「紙飛行機」のプロモーションビデオの撮影が行われた。